# Zabójczy numer
Zabójczy numer (ang. Lucky Number Slevin) – amerykański film z 2006 roku w reżyserii Paula McGuigana.

## Obsada
- Josh Hartnett – Slevin Kelevra
- Lucy Liu – Lindsey
- Bruce Willis – Goodkat (Smith)
- Morgan Freeman – „Szef”
- Ben Kingsley – „Rabin” (Shlomo)
- Stanley Tucci – Detektyw Brykowski
- Sam Jaeger – Nick Fisher
- Michael Rubenfeld – „Duszek” (Yitzchok)
- Rick Bramucci – Żołnierz
- Oliver Davis – Henry
- Kevin Chamberlin – Marty
- John Ghaly – Oficer NYPD
- Janet Lane – Blondie
- Victoria Fodor – Helen
- Dorian Missick – Elvis
- Shira Leigh – Hottie
- Sebastien Roberts – Facet
- Corey Stoll – Saul